# How Old Are You (album)
A How Old Are You című lemez Robin Gibb harmadik nagylemeze, egyben a második kiadott nagylemeze.

## Az album dalai
1. Juliet (Robin és Maurice Gibb) – 3:48
2. How Old Are You(Robin és Maurice Gibb) – 3:12
3. In And Out Of Love (Robin és Maurice Gibb) – 3:55
4. Kathy's Gone (Robin és Maurice Gibb) – 3:39
5. Don't Stop The Night (Robin és Maurice Gibb) – 3:33
6. Another Lonely Night In New York (Robin és Maurice Gibb) – 4:15
7. Danger (Robin és Maurice Gibb) – 3:44
8. He Can't Love You (Robin és Maurice Gibb) – 4:09
9. Hearts On Fire (Robin és Maurice Gibb) – 3:55
10. I Believe In Miracles (Robin Gibb, Maurice Gibb) – 3:51

## Közreműködők
- Robin Gibb – ének
- Maurice Gibb – ének, basszusgitár, szintetizátor, orgona, gitár
- Alan Kendall – gitár
- George Bitzer – billentyűs hangszerek
- Dennis Bryon – dob, ütőhangszerek
- The Boneroo Horns – rézfúvósok
- hangmérnök: Samii Taylor, Dale Peterson

## Az album dalaiból megjelent kislemezek, EP-k
- Juliet / Hearts On Fire
- Another Lonely Night In New York / I Believe In Miracles
- How Old Are You / I Believe In Miracles